# Massimiliano Carlini
Massimiliano Carlini (Terracina, Provincia de Latina, Italia, 28 de agosto de 1986) es un futbolista italiano. Juega de delantero y su actual equipo es el Monterosi de la Serie C de Italia.

## Clubes
| Club                    | País   | Año           |
| ----------------------- | ------ | ------------- |
| Isola Liri              | Italia | 2004-2005     |
| Frosinone               | Italia | 2005-2010     |
| Sambenedettese (cesión) | Italia | 2006-2007     |
| Lecco (cesión)          | Italia | 2008-2009     |
| Sorrento                | Italia | 2010-2012     |
| Cremonese               | Italia | 2012-2013     |
| Frosinone               | Italia | 2014-2016     |
| Casertana               | Italia | 2016-2017     |
| Reggiana                | Italia | 2017-2018     |
| Juve Stabia             | Italia | 2018-2020     |
| Catanzaro               | Italia | 2020-2022     |
| Monterosi               | Italia | 2022-presente |